# Apanteles tigasis
Apanteles tigasis är en stekelart som beskrevs av Nixon 1965. Apanteles tigasis ingår i släktet Apanteles och familjen bracksteklar. Inga underarter finns listade i Catalogue of Life.